# Vénus fait forger par Vulcain des armes pour son fils Énée
Vénus fait forger par Vulcain des armes pour son fils Énée est un tableau réalisé par le peintre flamand Antoine van Dyck en 1630-1632. Cette huile sur toile de format vertical est une peinture mythologique qui illustre une scène de l'Énéide de Virgile. Elle représente la déesse Vénus visitant Vulcain dans sa forge avec des putti pour lui demander de créer des armes pour Énée, le fils qu'elle a eu d'une liaison adultère avec Anchise. L'œuvre est conservée depuis son ouverture en 1793 au musée du Louvre, à Paris, en France.